# Nandax
Nandax là một xã trong tỉnh Loire miền trung nước Pháp.